# Чемпіонат Туру WTA 2011
Чемпіонат Туру WTA 2011 (також знаний за назвою спонсора як TEB BNP Paribas WTA Championships 2011) - жіночий тенісний турнір. Це був 41-й за ліком завершальний турнір сезону в одиночному розряді і 36-й - у парному. Вперше відбувся на кортах Sinan Erdem Dome у Стамбулі (Туреччина) і тривав з 25 до 30 жовтня 2011 року. Змагалися 8 гравчинь і 4 пари.

## Призовий фонд і очки
Сумарний призовий фонд турніру становив 4,9 млн доларів США.
| Етап                         | Одиночний розряд | Парний розряд | Очки! 1   |
| ---------------------------- | ---------------- | ------------- | --------- |
| Чемпіонка                    | RR2 + $1,295,000 | $375,000      | RR2 + 810 |
| Фіналістка                   | RR2 + $435,000   | $187,500      | RR2 + 360 |
| Півфіналістки                | RR2 + $35,000    | $93,750       | RR2       |
| Круговий турнір (3 перемоги) | $455,000         | –             | 690       |
| Круговий турнір (2 перемоги) | $340,000         | –             | 530       |
| Круговий турнір (1 перемога) | $225,000         | –             | 370       |
| Круговий турнір (0 перемог)  | $110,000         | –             | 210       |
| Запасні                      | $50,000          | –             |           |

- 1 За участь у кожному матчі кругового турніру гравчиня автоматично отримує 70 очок, а за кожну перемогу в круговому турнірі - 160 додаткових очок.
- 2 RR означає грошовий приз і очки здобуті на етапі кругового турніру.

## Гравчині, що кваліфікувалися

### Одиночний розряд
| Рейтинг у чемпіонських перегонах в одиночному розряді (станом на 24 жовтня 2011) | Рейтинг у чемпіонських перегонах в одиночному розряді (станом на 24 жовтня 2011) | Рейтинг у чемпіонських перегонах в одиночному розряді (станом на 24 жовтня 2011) | Рейтинг у чемпіонських перегонах в одиночному розряді (станом на 24 жовтня 2011) | Рейтинг у чемпіонських перегонах в одиночному розряді (станом на 24 жовтня 2011) | Рейтинг у чемпіонських перегонах в одиночному розряді (станом на 24 жовтня 2011) |
| Місце                                                                            | Гравчиня                                                                         | Очки                                                                             | Турнірів                                                                         | Коли кваліфікувалася                                                             |                                                                                  |
| -------------------------------------------------------------------------------- | -------------------------------------------------------------------------------- | -------------------------------------------------------------------------------- | -------------------------------------------------------------------------------- | -------------------------------------------------------------------------------- | -------------------------------------------------------------------------------- |
| 1                                                                                | Каролін Возняцкі (DEN)                                                           | 7,395                                                                            | 21                                                                               | 5 вересня                                                                        |                                                                                  |
| 2                                                                                | Марія Шарапова (RUS)                                                             | 6,370                                                                            | 14                                                                               | 5 вересня                                                                        |                                                                                  |
| 3                                                                                | Петра Квітова (CZE)                                                              | 5,970                                                                            | 18                                                                               | 1 жовтня                                                                         |                                                                                  |
| 4                                                                                | Вікторія Азаренко (BLR)                                                          | 5,750                                                                            | 19                                                                               | 1 жовтня                                                                         |                                                                                  |
| 5                                                                                | Лі На (CHN)                                                                      | 5,351                                                                            | 17                                                                               | 5 жовтня                                                                         |                                                                                  |
| 6                                                                                | Віра Звонарьова (RUS)                                                            | 5,190                                                                            | 20                                                                               | 9 жовтня                                                                         |                                                                                  |
| 7                                                                                | Саманта Стосур (AUS)                                                             | 5,115                                                                            | 20                                                                               | 9 жовтня                                                                         |                                                                                  |
| 8                                                                                | Агнешка Радванська (POL)                                                         | 4,940                                                                            | 19                                                                               | 21 жовтня                                                                        |                                                                                  |

### Парний розряд
| Рейтинг у чемпіонських перегонах у парному розряді (станом на 17 жовтня 2011) | Рейтинг у чемпіонських перегонах у парному розряді (станом на 17 жовтня 2011) | Рейтинг у чемпіонських перегонах у парному розряді (станом на 17 жовтня 2011) | Рейтинг у чемпіонських перегонах у парному розряді (станом на 17 жовтня 2011) | Рейтинг у чемпіонських перегонах у парному розряді (станом на 17 жовтня 2011) | Рейтинг у чемпіонських перегонах у парному розряді (станом на 17 жовтня 2011) |
| Місце                                                                         | Гравчині                                                                      | Очки для кваліфікації                                                         | Очки                                                                          | Турнірів                                                                      | Коли кваліфікувалися                                                          |
| ----------------------------------------------------------------------------- | ----------------------------------------------------------------------------- | ----------------------------------------------------------------------------- | ----------------------------------------------------------------------------- | ----------------------------------------------------------------------------- | ----------------------------------------------------------------------------- |
| 1                                                                             | Квета Пешке (CZE) Катарина Среботнік (SLO)                                    | 8,291                                                                         | 9,291                                                                         | 19                                                                            | 5 вересня                                                                     |
| 2                                                                             | Лізель Губер (USA) Ліза Реймонд (USA)                                         | 6,423                                                                         | 6,773                                                                         | 15                                                                            | 1 жовтня                                                                      |
| 3                                                                             | Хісела Дулко (ARG) Флавія Пеннетта (ITA)                                      | 5,706                                                                         | 5,776                                                                         | 13                                                                            | 11 жовтня                                                                     |
| 4                                                                             | Ваня Кінґ (USA) Ярослава Шведова (KAZ)                                        | 5,730                                                                         | 5,730                                                                         | 11                                                                            | 16 жовтня                                                                     |

## Шлях на Чемпіонат

### Одиночний розряд
- Гравчині на  золотому  тлі кваліфікувалися на турнір.
- Блакитним  позначено запасних.

| Місце | Спортсменка        | Турніри Великого шлему | Турніри Великого шлему | Турніри Великого шлему | Турніри Великого шлему | Premier Mandatory | Premier Mandatory | Premier Mandatory | Premier Mandatory | Найкращі результати в Premier 5 | Найкращі результати в Premier 5 | Найкращі результати в інших турнірах | Найкращі результати в інших турнірах | Найкращі результати в інших турнірах | Найкращі результати в інших турнірах | Найкращі результати в інших турнірах | Найкращі результати в інших турнірах | Загалом очок | Турнірів |
| ----- | ------------------ | ---------------------- | ---------------------- | ---------------------- | ---------------------- | ----------------- | ----------------- | ----------------- | ----------------- | ------------------------------- | ------------------------------- | ------------------------------------ | ------------------------------------ | ------------------------------------ | ------------------------------------ | ------------------------------------ | ------------------------------------ | ------------ | -------- |
| Місце | Спортсменка        | AUS                    | FRA                    | WIM                    | USO                    | IW                | MIA               | MAD               | BEI               | 1                               | 2                               | 1                                    | 2                                    | 3                                    | 4                                    | 5                                    | 6                                    | Загалом очок | Турнірів |
| 1     | Каролін Возняцкі   | ПФ 900                 | 1/16Ф 160              | 1/8Ф 280               | ПФ 900                 | П 1000            | 1/8Ф 140          | 1/8Ф 140          | ЧФ 250            | П 900                           | ПФ 395                          | П 470                                | П 470                                | П 470                                | Ф 320                                | Ф 320                                | П 280                                | 7,395        | 21       |
| 2     | Марія Шарапова     | 1/8Ф 280               | ПФ 900                 | Ф 1400                 | 1/16Ф 160              | ПФ 450            | Ф 700             | 1/8Ф 140          | A                 | П 900                           | П 900                           | ЧФ 225                               | 1/8Ф 125                             | ЧФ 120                               | ЧФ 70                                |                                      |                                      | 6,370        | 14       |
| 3     | Петра Квітова      | ЧФ 500                 | 1/8Ф 280               | П 2000                 | 1/64Ф 5                | 1/32Ф 5           | 1/16Ф 80          | П 1000            | 1/16Ф 5           | ПФ 395                          | 1/8Ф 125                        | П 470                                | Ф 320                                | П 280                                | П 280                                | 1/8Ф 125                             | Ф 100                                | 5,970        | 18       |
| 4     | Вікторія Азаренко  | 1/8Ф 280               | ЧФ 500                 | ПФ 900                 | 1/16Ф 160              | ЧФ 250            | П 1000            | Ф 700             | 1/8Ф 140          | ПФ 395                          | ПФ 395                          | П 280                                | П 280                                | ЧФ 225                               | 1/8Ф 125                             | 1/8Ф 120                             | A 0                                  | 5,750        | 20       |
| 5     | Лі На              | Ф 1,400                | П 2,000                | 1/32Ф 100              | 1/64Ф 5                | 1/32Ф 5           | 1/32Ф 5           | ПФ 450            | 1/16Ф 5           | ПФ 395                          | 1/8Ф 125                        | П 470                                | ПФ 200                               | 1/8Ф 70                              | 1/8Ф 60                              | 1/8Ф 60                              | 1/16Ф 1                              | 5,351        | 17       |
| 6     | Віра Звонарьова    | ПФ 900                 | 1/8Ф 280               | 1/16Ф 160              | ЧФ 500                 | 1/16Ф 80          | ПФ 450            | 1/8Ф 140          | 1/8Ф 140          | Ф 620                           | ПФ 395                          | П 470                                | П 280                                | ПФ 130                               | ПФ 200                               | Ф 320                                | 1/8Ф 125                             | 5,190        | 21       |
| 7     | Саманта Стосур     | 1/16Ф 160              | 1/16Ф 160              | 1/64Ф 5                | П 2000                 | 1/16Ф 80          | 1/8Ф 140          | 1/8Ф 140          | 1/16Ф 80          | Ф 620                           | Ф 620                           | ЧФ 225                               | ЧФ 225                               | Ф 200                                | ПФ 200                               | ПФ 200                               | 1/8Ф 160                             | 5,115        | 21       |
| 8     | Агнешка Радванська | ЧФ 500                 | 1/8Ф 280               | 1/32Ф 100              | 1/32Ф 100              | 1/8Ф 140          | ЧФ 250            | 1/16Ф 80          | П 1000            | П 900                           | ПФ 395                          | П 470                                | ЧФ 225                               | ПФ 200                               | ЧФ 120                               | ЧФ 120                               | 1/8Ф 60                              | 4,940        | 19       |
| 9     | Маріон Бартолі     | 1/32Ф 100              | ПФ 900                 | ЧФ 500                 | 1/32Ф 100              | Ф 700             | 1/8Ф 140          | 1/16Ф 80          | 1/8Ф 140          | ЧФ 225                          | 1/8Ф 125                        | П 470                                | Ф 320                                | П 280                                | Ф 200                                | ПФ 200                               | ПФ 130                               | 4,610        | 27       |
| 10    | Андреа Петкович    | ЧФ 500                 | ЧФ 500                 | 1/16Ф 160              | ЧФ 500                 | 1/16Ф 80          | ПФ 450            | 1/16Ф 80          | Ф 700             | ПФ 395                          | ЧФ 225                          | П 280                                | Ф 200                                | ПФ 200                               | ЧФ 120                               | ЧФ 120                               | 1/16Ф 70                             | 4,580        | 18       |

## Переможниці та фіналістки

### Одиночний розряд
Петра Квітова —  Вікторія Азаренко, 7–5, 4–6, 6–3.
- Для Квітової це був 6-й титул за рік і 7-й - за кар'єру. Вперше взявши участь у Чемпіонаті WTA, вона одразу ж його виграла і завершила рік за 2-му місці в рейтингу WTA, Азаренко на 3-му.

### Парний розряд
Лізель Губер /  Ліза Реймонд —  Квета Пешке /  Катарина Среботнік, 6–4, 6–4.
- Губер і Реймонд виграли, відповідно, свій 3-й і 4-й титули на Чемпіонаті WTA, але вперше в складі однієї пари. Перед тим Губер вигравала в парі з Карою Блек у 2007 і 2008 роках, а Реймонд з Самантою Стосур у 2005 і 2006 роках та Ренне Стаббс 2001 року. Пешке і Среботнік програли свій другий поспіль фінал на Чемпіонаті WTA.